# Tara Killian
Tara Killian (ur. 21 czerwca 1977 w Columbii) – amerykańska aktorka. W 1994 roku zdobyła tytuł Miss USA nastolatek. Tara ukończyła liceum w Columbii w Karolinie Południowej a także College w Charleston, gdzie otrzymała tytuł bakałarza z muzyki.
W 1999 roku dostała się na akademię medyczną jednakże zrezygnowała ze studiów wybierając karierę aktorską którą rozpoczęła od filmu Furia: Carrie 2. Do ważnych rol w których Tara zagrała zalicza się produkcję Shallow Ground oraz American Pie: Wakacje.

## Filmografia
- 1999 – Furia: Carrie 2
- 2002 – Slaughter Studios
- 2004 – Shallow Ground
- 2005 – American Pie: Wakacje